# Joseph Devillaine
Joseph Devillaine, né le 29 février 1796 à Perreux et mort le 3 juin 1868 à Roanne, est un homme politique français

## Biographie
Joseph de Villaine est le fils de Michel de Villaine et de Marie-Anne Vialon. Représentant du peuple en 1848, il est banquier puis industriel, sous le gouvernement de Louis-Philippe, et est nommé successivement adjoint au maire de Roanne, président du conseil des prud'hommes, président du tribunal de commerce, et membre du conseil d'arrondissement. 
Après la révolution de février, il devint maire de Roanne, et, le 23 avril 1848, fut élu représentant de la Loire à l'Assemblée constituante, le 4e sur 12, avec 49,810 voix (les votants et les inscrits ne sont pas mentionnés au procès-verbal). Il siégea parmi les modérés de la gauche, fut membre du comité du commerce et de l'industrie, et vota : 
- pour le bannissement de la famille d'Orléans,
- pour le décret sur les clubs,
- pour le rétablissement du cautionnement,
- pour les poursuites contre Louis Blanc et Caussidière (affaire du 15 mai),
- contre les poursuites contre Caussidière (affaire du 23 juin),
- pour le rétablissement de la contrainte par corps,
- contre l'abolition de la peine de mort,
- contre l'impôt progressif,
- contre la proposition de deux chambres,
- contre l'incompatibilité des fonctions,
- contre l'amendement Grévy sur la présidence,
- contre l'abolition du remplacement militaire,
- contre le droit au travail,
- pour la suppression de l'impôt sur le sel,
- pour le renvoi des accusés du 15 mai devant la haute cour,
- contre l'amnistie générale,
- pour l'ordre du jour Oudinot,
- contre les 50.000 francs par mois à ajouter au traitement du président de la République,
- pour les crédits de l'expédition de Rome,
- pour l'amnistie des transportés,
- pour l'abolition de l'impôt sur les boissons.

Après l'élection du 10 décembre, il n'avait fait au prince président qu'une opposition modérée. Non réélu à la Législative, il rentre dans la vie privée.

## Mandats

### Mandat parlementaire
- 23 avril 1848 - 26 mai 1849 : Député de la Loire

### Mandats locaux
- 15 mars 1848 - 22 mai 1848 : Maire de Roanne
- 1848 - 1852 : Conseiller général du canton de Roanne
- Conseiller d'arrondissement

## Publication
- Assemblée nationale. Proposition relative à des modifications aux statuts de la Banque de France, présentée le 31 octobre 1848, par les citoyens Julien Lacroix et Devillaine, Paris, imprimerie de l'Assemblée nationale, 1849, 4 p.

## Sources
- « Joseph Devillaine », dans Adolphe Robert et Gaston Cougny, Dictionnaire des parlementaires français, Edgar Bourloton, 1889-1891 [détail de l’édition]